# Zona marítimo terrestre de los acantilados de Aguadú
Zona marítimo terrestre de los acantilados de Aguadú este o arie protejată (arie specială de conservare — SAC, sit de importanță comunitară — SCI) din Spania întinsă pe o suprafață de 55 ha, din care 75 % marine.

## Localizare
Centrul sitului Zona marítimo terrestre de los acantilados de Aguadú este situat la coordonatele 35°19′15″N 2°57′03″W / 35.3208°N 2.9508°V.

## Înființare
Situl Zona marítimo terrestre de los acantilados de Aguadú a fost declarat sit de importanță comunitară în martie 2002 pentru a proteja 1 specie de plante și 58 de specii de animale. Situl a fost protejat și ca arie specială de conservare în februarie 2013.

## Biodiversitate
Situată în ecoregiunea mediteraneană, aria protejată conține 6 habitate naturale: Recifuri, Tufărișuri termo-mediteraneene și de pre-deșert, Tufărișuri halo-nitrofile (Pegano-Salsoletea), Păduri de pin mediteraneene cu pini mezogeni endemici, Faleze cu vegetație de Limonium spp. endemic de pe coastele mediteraneene, Pășuni mediteraneene udate de apa mării (Juncetalia maritimi).
La baza desemnării sitului se află mai multe specii protejate:
- plante (1): Helianthemum caput-felis
- păsări (56): fluierar de munte (Actitis hypoleucos), alca (Alca torda), pescăruș albastru (Alcedo atthis), Alectoris barbara, fâsă de pădure (Anthus spinoletta), stârc roșu (Ardea purpurea), pietruș (Arenaria interpres), Bucanetes githagineus, șorecar mare (Buteo rufinus), Calonectris diomedea, caprimulg (Caprimulgus europaeus), măcăleandru roșcat (Cercotrichas galactotes), barză albă (Ciconia ciconia), barză neagră (Ciconia nigra), egretă mică (Egretta garzetta), Falco eleonorae, Falco naumanni, șoim călător (Falco peregrinus), muscar negru (Ficedula hypoleuca), papagal de mare (Fratercula arctica), cufundar polar (Gavia arctica), cufundar mare (Gavia immer), scoicar (Haematopus ostralegus), Hydrobates pelagicus, stârc pitic (Ixobrychus minutus), Larus audouinii, pescăruș negricios (Larus fuscus), Larus genei, pescăruș-cu-cap-negru (Larus melanocephalus), pescăruș mic (Larus minutus), pescăruș râzător (Larus ridibundus), privighetoare (Luscinia megarhynchos), prigoare (Merops apiaster), sula bassana (Morus bassanus), codobatură galbenă (Motacilla alba), codobatură de munte (Motacilla cinerea), codobatura galbenă (Motacilla flava), muscar sur (Muscicapa striata), stârc de noapte (Nycticorax nycticorax), pietrar mediteranean (Oenanthe hispanica), Oenanthe leucura, pietrar sur (Oenanthe oenanthe), vultur pescar (Pandion haliaetus), codroș de munte (Phoenicurus ochruros), pitulice de munte (Phylloscopus collybita), pitulice-fluierătoare (Phylloscopus trochilus), Puffinus puffinus mauretanicus, mărăcinar (Saxicola rubetra), chiră mică (Sterna albifrons), pescăriță mare (Sterna caspia), chiră de baltă (Sterna hirundo), chiră de mare (Sterna sandvicensis), silvie roșcată (Sylvia cantillans), silvie de tufiș (Sylvia undata), pupăză (Upupa epops), Uria aalge
- mamifere (1): delfin mare (Tursiops truncatus)
- reptile (1): Caretta caretta

Pe lângă speciile protejate, pe teritoriul sitului au mai fost identificate 71 de specii de plante, 14 specii de păsări, 5 specii de mamifere, 59 de specii de nevertebrate.